# Rejectaria modestalis
Rejectaria modestalis är en fjärilsart som beskrevs av William Schaus 1912. Rejectaria modestalis ingår i släktet Rejectaria och familjen nattflyn. Inga underarter finns listade.